# Lorne Greene
Lorne Greene (n. 12 februarie 1915 — d. 11 septembrie 1987) a fost un actor canadian-evreu de film.

## Filmografie selectivă
- 1973 Scufundarea Japoniei, (Nippon chinbotsu)
- 1959 Bonanza (Serial TV)